# Астрагал чашечковий
Астрагал чашечковий (Astragalus calycinus) — вид квіткових рослин з родини бобових (Fabaceae).

## Біоморфологічна характеристика
Трав'яниста багаторічна рослина заввишки 10–25 см. Вся рослина притиснуто-сріблясто-пухнаста. Листки непарноперистоскладні, 10–25 см завдовжки, складаються з 3–6 пар продовгувато-яйцеподібних листочків. Квітки (8–16) зібрані в головчасті щільні суцвіття. Віночок білувато-жовтий, до 15 мм завдовжки. Чашечка притиснуто-волосиста, зверху червонувата, при плодах сильно роздута. Біб малий, 6–9 × 3.0–3.5 мм

## Поширення
Поширення: Україна, Росія, Кавказ.
В Україні росте на Луганщині. У ЧКУ має статус «рідкісний».